# Tc'eetinding-kiiyaahaang
Tc'eetinding-kiiyaahaang, banda Kato Indijanaca, porodica Athapaskan, naseljena u planinama zapadno od Laytonvillea u sjeverozapadnoj Kaliforniji. Ova banda naziva se i Hail Comes Out Band. Imali su dva sela: Saaktoo'neesding, "Long Spring Place"; i Tc'eetinding, "Hail Comes Out Place."

## Vanjske poveznice
- Cahto Band Names